# Régiments de la résistance libanaise
Ne doit pas être confondu avec Brigades de la résistance libanaise.
Les régiments de la Résistance libanaise (arabe : أفواج المقاومة اللبنانية | ʾA fwāj al- M uqāwama al- L ubnāniyya , أَمَل ʾAMAL), également désignés bataillons de la Résistance libanaise, détachements de la Résistance libanaise, légions de la Résistance libanaise et Batallions de la Résistance Libanaise (BRL) ou Légions de la Résistance Libanaise (LRL) en français , mais simplement connu sous son acronyme arabe أَمَل ʾAmal qui signifie "Espoir", étaient la branche militaire du Mouvement des Dépossédés ou Mouvement des Démunis, une organisation politique représentant la communauté musulmane chiite du Liban. L'aile politique du mouvement a été officiellement fondée en février 1973 à partir d'une précédente organisation portant le même nom et son aile militaire a été formée en janvier 1975. La milice Amal a été un acteur majeur de la guerre civile libanaise de 1975 à 1991. La milice a maintenant été désarmé, bien que le mouvement lui-même, maintenant connu sous le nom de Mouvement Amal (arabe: Harakat Amal), soit un parti politique chiite notable au Liban.

## Création
La milice Amal a été fondée en 1975 en tant qu'aile militante du Mouvement des déshérités, un mouvement politique chiite fondé par Moussa Sader et Hussein Husseini un an plus tôt. Elle est devenue l'une des milices musulmanes chiites les plus importantes pendant la guerre civile libanaise. Amal s'est renforcée grâce au soutien et à travers ses liens avec la Syrie et les 300 000 réfugiés internes chiites du sud du Liban après les bombardements israéliens du début des années 1980. Les objectifs pratiques d'Amal étaient de gagner un plus grand respect pour de la population chiite du Liban et l'allocation d'une plus grande part des ressources gouvernementales à la partie sud du pays dominée par les chiites.

## Histoire
Les origines du mouvement Amal remontent au religieux libanais d'origine iranienne, l'Imam Moussa Sader. En 1974, le Harakat al-Mahrumin (Mouvement des démunis) a été créé par al-Sadr et le député Hussein Husseini pour tenter de réformer le système libanais. Tout en reconnaissant que sa base de soutien était la communauté chiite «traditionnellement sous-représentée politiquement et économiquement défavorisée», elle visait, selon Palmer-Harik, à rechercher la justice sociale pour tous les Libanais démunis. Bien qu'influencé par les idées islamiques, c'était un mouvement essayant d'unir les gens selon des lignes communautaires plutôt que religieuses ou idéologiques. L' archevêque gréco-catholique de Beyrouth, Grégoire Haddad, était parmi les fondateurs du Mouvement,.
Le 20 janvier 1975, les détachements de la résistance libanaise (également appelés en anglais "les bataillons de la résistance libanaise") ont été formés en tant qu'aile militaire du mouvement des déshérités sous la direction de Sader, et sont devenus populairement connu sous le nom d'Amal (de l'acronyme Afwaj al-Mouqawma Al-Lubnaniyya). En 1978, Sader a disparu dans des circonstances mystérieuses lors d'une visite en Libye, le soutien régional du mouvement Amal à l'époque. Il existe des allégations crédibles selon lesquelles Yasser Arafat aurait demandé à Kadhafi de "disparaître" Sader. Hussein el-Husseini est devenu le chef d'Amal et a été suivi par Nabih Berri en avril 1980 après la démission d'Husseini. L'une des conséquences de la montée en puissance de Berri, un leader moins éduqué, de la nature croissante laïque mais sectaire du mouvement et de l'éloignement d'un contexte islamique pour le mouvement a été l'éclatement du mouvement.

## La milice Amal dans la guerre civile libanaise

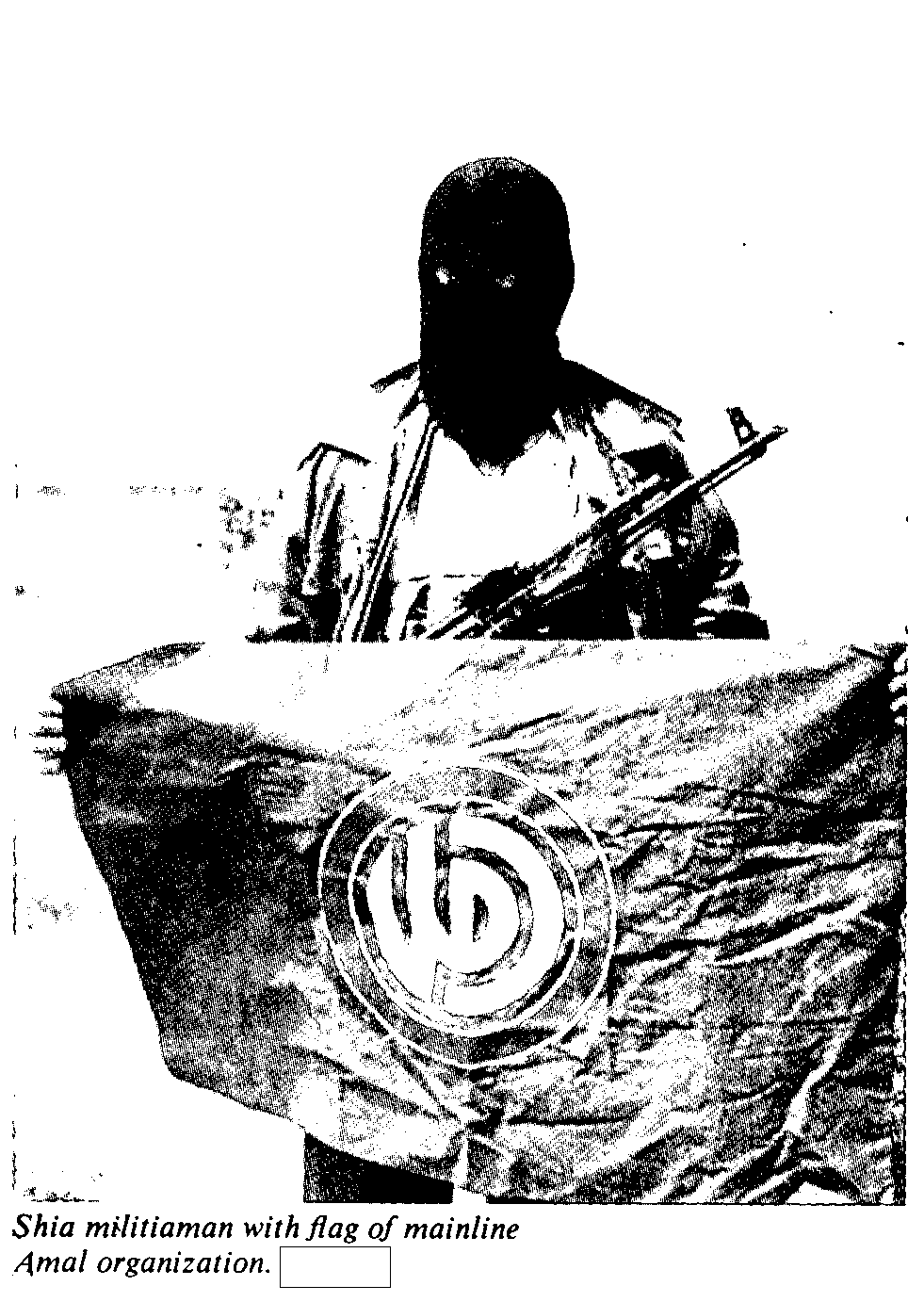
Un combattant du mouvement Amal pendant la guerre civile libanaise, portant le drapeau du mouvement.

Pendant la guerre côtière de mars à avril 1985, les forces de la milice Amal se sont jointes à une coalition soutenue par la Syrie avec les milices de l'Organisation populaire nassériste (PNO), d'Al-Mourabitoun et du Parti socialiste progressiste druze (PSP), qui a vaincu les Forces libanaises chrétiennes. (LF) tente d'établir des têtes de pont à Damour et Sidon.

### La guerre des camps
La guerre des camps était une série de batailles survenues au milieu des années 1980 entre Amal et des groupes palestiniens. Le Parti socialiste progressiste (PSP) d’orientation druze et le Hezbollah ont soutenu l'OLP tandis que la Syrie a soutenu Amal.

### Première bataille: mai 1985
Bien que la plupart des guérilleros palestiniennes aient été expulsées lors de l'invasion israélienne de 1982, les milices palestiniennes ont commencé à reprendre pied après le retrait israélien, d'abord de Beyrouth, puis de Sidon et de Tyr. La Syrie considérait ce renouveau avec une certaine inquiétude : bien que appartenant au même camp idéologique, Damas avait peu de contrôle sur la plupart des organisations palestiniennes et craignait que le renforcement des forces palestiniennes ne conduise à une nouvelle invasion israélienne. De plus, le régime syrien gouverné par des membres de la minorité chiite alaouite n'a jamais été à l'aise avec les milices sunnites au Liban, traditionnellement alignées sur l'Égypte et l'Irak. Au Liban, les relations chiites-palestiniennes étaient très tendues depuis la fin des années 1960. Après le retrait de la force multinationale de Beyrouth en février 1984, Amal et le PSP prirent le contrôle de l'ouest de Beyrouth et Amal construisit un certain nombre d'avant-postes autour des camps (à Beyrouth mais aussi dans le sud). Le 15 avril 1985, Amal et le PSP attaquent Al-Mourabitoun, la principale milice sunnite libanaise et l'allié le plus proche de l'OLP au Liban. Les forces d'Al-Mourabitoun ont été vaincues après une semaine de violents combats et leur chef, Ibrahim Kulaylat, a été envoyé en exil. Le 19 mai 1985, de violents combats ont éclaté entre Amal et les Palestiniens de l'OLP pour le contrôle des camps de Sabra, Chatila et Burj el-Barajneh (tous à Beyrouth). Malgré ses efforts, Amal n'a pas pu prendre le contrôle des camps. Le nombre de morts reste inconnu, les estimations allant de quelques centaines à quelques milliers. Ceci, combiné à la forte pression politique de la Ligue arabe, a conduit à un cessez-le-feu le 17 juin.

### Deuxième bataille: mai 1986
La situation reste tendue et des combats reprennent en septembre 1985 et mars 1986. Le 19 mai 1986, de violents combats éclatent à nouveau. Malgré les nouveaux armements fournis par la Syrie, Amal ne parvient pas à prendre le contrôle des camps. De nombreux cessez-le-feu ont été annoncés, mais la plupart d’entre eux n’ont pas duré plus de quelques jours. La situation a commencé à se calmer après le déploiement de troupes syriennes le 24 juin 1986.

### Troisième bataille septembre 1986
Des tensions régnaient dans le sud, une zone où étaient présents chiites et Palestiniens. Cela a inévitablement conduit à de fréquents affrontements. Le 29 septembre 1986, des combats éclatent dans le camp de réfugiés de Rashidiyye, près de Tyr. Le conflit s'est immédiatement étendu à Sidon et Beyrouth. Les forces palestiniennes ont réussi à occuper la ville de Maghdouché , contrôlée par Amal, sur les collines orientales de Sidon, pour ouvrir la route vers Rashidiyye. Les forces syriennes ont aidé Amal et Israël a lancé des frappes aériennes contre la position de l'OLP autour de Maghdouche. Un cessez-le-feu a été négocié entre Amal et des groupes palestiniens pro-syriens le 15 décembre 1986, mais il a été rejeté par le Fatah de Yasser Arafat . Le Fatah a tenté d'apaiser la situation en cédant certaines de ses positions au Hezbollah et à Al-Mourabitoun. La situation est devenue relativement calme pendant un certain temps, mais les bombardements des camps se sont poursuivis. À Beyrouth, le blocus des camps a entraîné une grave pénurie de nourriture et de médicaments à l’intérieur des camps. Les artilleurs palestiniens du Chouf ont bombardé les quartiers chiites. À la mi-février 1987, des combats ont éclaté entre Amal et les milices de l’APL et du PSP , ce qui a entraîné l’expulsion d’Amal d’une grande partie de l’ouest de Beyrouth. L'armée syrienne rentre donc à Beyrouth-Ouest, le 21 février 1987, après une absence de trois ans et demi. Le 7 avril 1987, Amal lève finalement le siège et cède ses positions autour des camps à l'armée syrienne. Selon le New York Times (10 mars 1992, citant les chiffres de la police libanaise), 3 781 personnes ont été tuées dans les combats.

## Organisation administrative et activités
La principale sphère d'influence d'Amal englobait les bidonvilles chiites situés au sud-ouest de Beyrouth, à Chyah, Bir Abed, Bir Hassan, Ouza'i et Khalde, ces derniers comprenant l'aéroport international voisin, qu'ils ont mis sous leur contrôle à la fin Février 1984. En dehors de la capitale libanaise, ils opéraient également à Baalbek et Hermel dans la Bekaa, et dans la région sud de Jabal Amel, notamment autour des villes portuaires de Tyr et Sidon, et dans la région d'Iqlim al-Tuffah jusqu'à la zone FINUL.
En plus du soutien syrien, Amal a reçu un certain soutien financier de la Libye et de l'Iran – d'abord du Shah en 1975-78, remplacé après 1979 par le nouveau régime islamique – et de la communauté immigrée chiite libanaise d'Afrique de l'Ouest. Des revenus supplémentaires provenaient du racket de protection (arabe : Khuwa) imposé aux quartiers chiites et des péages perçus dans les ports illégaux tels que Ouza'i à Beyrouth, ainsi qu'à Zahrani , dont le port et la raffinerie de pétrole Tapline adjacente étaient utilisés dans la contrebande. de carburant, et Sarafand (utilisé pour la contrebande de voitures importées et d'autres marchandises), tous deux situés au sud de Sidon.
Le Mouvement disposait de sa propre administration civile et de réseaux d'assistance, rassemblés depuis le milieu des années 1980 sous l'autorité du soi-disant « Conseil du Sud » (arabe : مجلس الجنوب | Majliss al-Janoub). Dirigé par le vice-président d'Amal, Muhammad Baydoun , et basé dans la ville chrétienne de Maghdouché, près de Sidon, il était chargé de gérer des écoles, des hôpitaux et de réaliser des travaux publics dans les zones chiites. Amal dirige également depuis son siège de la rue Hamra – situé dans le quartier du même nom –, en association avec la Ligue des Travailleurs de Zaher el-Khatib , une chaîne de télévision commune, « L'Orient » (arabe : Al-Machriq).

## Dissolution
À la fin de la guerre en octobre 1990, les forces de la milice Amal opérant dans la capitale et la Bekaa ont reçu l' ordre du gouvernement libanais le 28 mars 1991 de se dissoudre et de rendre leurs armes lourdes avant le 30 avril, comme stipulé par l'accord de Taëf, une décision intervenue quelques mois après que la direction du Mouvement avait déjà annoncé la dissolution de sa propre force militaire. La sixième brigade a été réintégrée dans la structure des Forces armées libanaises (FAL) tandis que 2 800 autres miliciens ex-Amal ont rejoint l'armée libanaise réformée en septembre de l'année suivante.
Malgré l'ordre de désarmement, les unités de guérilla d'Amal dans le sud sont restées sur place jusqu'au retrait définitif d'Israël en mai 2000 et à l'effondrement ultérieur de la « ceinture de sécurité ». L’une de leurs dernières opérations importantes a été l’ embuscade d’Ansariya le 15 septembre 1997, où les commandos d’Amal sous le commandement du Hezbollah ont réussi à tendre une embuscade à un commando naval israélien Shayetet 13.